# Kloster Saint-André de Clerlande
Das Kloster Saint-André de Clerlande (fr.: Monastère Saint-André de Clerlande) ist ein Benediktinerkloster in Ottignies-Louvain-la-Neuve, einer Universitätsstadt in der französischsprachigen Provinz Wallonisch-Brabant in Belgien. Das Clerlande-Kloster gehört zur Benediktinerkongregation von der Verkündigung der seligen Jungfrau Maria, der 38 Klöster auf fünf Kontinenten angehören (Stand 2025).

## Geschichte
Im Zuge der 1968 durchgeführten Spaltung der Katholischen Universität Löwen wählte sich die französischsprachige Université catholique de Louvain einen neuen Standort nahe der Kleinstadt Ottignies aus, die dadurch zu Ottignies-Louvain-la-Neuve wurde. Bereits 1967 siedelten sich die ersten benediktinischen Mönche in der Nähe der entstehenden Universität an.
Die neue Klosteranlage wurde 1970/1971 nach Plänen des Architekten Jean Cosse und von Pater Frédéric Debuyst (1922–2017) errichtet. Sie befindet sich abgelegen inmitten der Waldkiefern des Bois de Lauzelle, des gut 200 ha großen Waldes der Universität.
Nach der Fertigstellung der ersten Gebäude zog im Juni 1971 eine erste Gruppe von Mönchen aus der Abtei Saint-André de Zevenkerken in Brügge in Clerlande ein. Dadurch ergab sich auch das Patrozinium. Die kanonische, festliche Gründung des Klosters als Priorat erfolgte am ersten Weihnachtstag 1972.
Im Kloster leben rund 25 Mönche und 18 Oblaten.

## Tochterkloster
1978 wurde das Priorat von Mambré in Ngombe-Lutendele am Stadtrand von Kinshasa, der  Hauptstadt der Demokratischen Republik Kongo, gegründet.

## Publikationen
- Die Benediktiner von Clerlande geben die Zeitschrift Cahiers de Clerlande heraus (ISSN 1027-3832).